# Saint-Quentin-la-Motte-Croix-au-Bailly
Saint-Quentin-la-Motte-Croix-au-Bailly település Franciaországban, Somme megyében. Lakosainak száma 1265 fő (2022. január 1.). Saint-Quentin-la-Motte-Croix-au-Bailly Eu, Ponts-et-Marais, Allenay, Ault, Béthencourt-sur-Mer, Friaucourt, Méneslies, Mers-les-Bains és Oust-Marest községekkel határos.

## Népesség
A település népessége az elmúlt években az alábbi módon változott:
| Lakosok száma | 1308 | 1297 | 1312 | 1291 | 1287 | 1280 | 1275 | 1270 | 1265 |
|               | 2013 | 2015 | 2016 | 2017 | 2018 | 2019 | 2020 | 2021 | 2022 |